# أندريو جاكوب
أندريو جاكوب هو ملحن نرويجي، ولد في 1971 في برشلونة في إسبانيا.

## وصلات خارجية
- أندريو جاكوب على موقع IMDb (الإنجليزية)

- الموقع الرسمي